# Distrito de Ialomița
Para el río véase Río Ialomița.
Ialomița es un distrito (județ) de Rumanía, en Muntenia, cuya capital es Slobozia.

## Fronteras
- Distrito de Constanța al este.
- Distrito de Ilfov al oeste.
- Distritos de Brăila, Buzău y Prahova al norte.
- Distrito de Călărași al sur.

## Demografía
En 2002 tenía una población de 296.572 habitantes con una densidad de población de 67 hab/km².
- Rumanos: 95,6%
- Gitanos: 4.1%

| Año  | N.º habitantes |
| ---- | -------------- |
| 1948 | 244.750        |
| 1956 | 274.655        |
| 1966 | 291.373        |
| 1977 | 295.965        |
| 1992 | 306.145        |
| 2002 | 296.572        |

## Economía
La agricultura es la principal ocupación del distrito. Casi toda la industria se concentra en la ciudad de Slobozia.
Las industrias predominantes en el distrito son:
- Industria alimenticia.
- Industria textil.
- Industria de componentes mecánicos.

## Turismo
Los principales destinos turísticos son:
- La ciudad de Slobozia.

## Divisiones administrativas
El distrito tiene 3 ciudades con estatus de municipiu, 4 ciudades con estatus de oraș y 57 comunas.

### Ciudades con estatus demunicipiu
- Slobozia
- Fetești
- Urziceni

### Ciudades con estatus deoraș
- Amara
- Căzănești
- Fierbinți-Târg
- Țăndărei

### Comunas
- Adâncata
- Albești
- Alexeni
- Andrășești
- Armășești
- Axintele
- Balaciu
- Bărcănești
- Borănești
- Bordușani
- Bucu
- Buești
- Ciocârlia
- Ciochina
- Ciulnița
- Cocora
- Cosâmbești
- Coșereni
- Drăgoești
- Dridu
- Făcăeni
- Gârbovi
- Gheorghe Doja
- Gheorghe Lazăr
- Giurgeni
- Grindu
- Grivița
- Gura Ialomiței
- Ion Roată
- Jilavele
- Maia
- Manasia
- Mărculești
- Mihail Kogălniceanu
- Miloșești
- Moldoveni
- Movila
- Movilița
- Munteni-Buzău
- Ograda
- Perieți
- Platonești
- Rădulești
- Reviga
- Roșiori
- Sălcioara
- Sărățeni
- Săveni
- Scânteia
- Sfântu Gheorghe
- Sinești
- Stelnica
- Sudiți
- Traian
- Valea Ciorii
- Valea Măcrișului
- Vlădeni